# Renault Mégane I
Mégane I er den første modelgeneration af den lille mellemklassebil Mégane fra den franske bilfabrikant Renault.

## Modelhistorie
Renault Mégane kom på markedet i januar 1996 som femdørs hatchback og tredørs coupé. I december 1996 fulgte den kompakte MPV Scénic, i januar 1997 sedanversionen Classic samt i april 1997 en cabriolet.
Fra 1997 blev ABS-bremser en del af standardudstyret i Mégane.
- Bagfra
- Renault Mégane Classic (1996–1999)
- Renault Mégane Scénic (1996–1999)
- Renault Mégane Cabriolet (1997–1999)

### Facelift
I marts 1999 fik modelserien et facelift, som medførte en nydesignet front, nydesignede baglygter og et modificeret kabineudstyr. På samme tidspunkt tilkom som yderligere karrosserivariant en stationcar med tilnavnet Grandtour. Mégane Scénic fik et facelift i september 1999 og har siden da været en selvstændig modelserie under navnet Scénic uden præfikset Mégane.
Fra oktober 2000 kom der nye udstyrslinjer, en ny commonrail-dieselmotor og mindre optiske modifikationer som f.eks. en kromliste på kølergrillen og lakerede dørhåndtag (alt efter udstyrsvariant). Ifølge Euro NCAP's hjemmeside fik Mégane i 1999 en karakter på fire stjerner ud af fem mulige i den europæiske standardkollisionstest.
Hatchbackversionen blev afløst allerede i november 2002, mens varianterne Classic (sedan), Grandtour (stationcar) og cabriolet blev afløst trinvis i det følgende år. I Venezuela bygges og sælges første generation af Mégane stadigvæk.
- Renault Mégane hatchback (1999–2002)
- Bagfra
- Renault Mégane Classic (1999–2003)
- Renault Mégane Grandtour (1999–2003)
- Renault Mégane Cabriolet (1999–2003)

## Udstyrslinjer
I de enkelte versioner af Mégane kunne man vælge mellem tre (senere fire) udstyrslinjer, hvor "RXE" (senere "Privilège") er den bedst udstyrede version. Udstyrslinjerne er:
1995 til 2000
- Eco (mest økonomiske motor)
- RN
- RT[4]
- RXE

2000 til 2003
- Authentique
- Expression
- Dynamique
- Privilège (indeholdt samtlige tilgængelige udstyrspakker)

Derudover kunne man tilvælge fire ekstraudstyrspakker, hvor udstyr og materialer var yderligere forbedret. "Luxe" var dermed det højeste udstyr. Man kunne vælge mellem følgende fire pakker:
- Fairway
- Confort
- Dynamique Luxe
- Luxe

## Motorer
| Model         | Cylindre | Ventiler | Slagvolume cm³ | Max. effekt kW (hk) / omdr. | Max. drejningsmoment Nm / omdr. | 0-100 km/t sek. | Topfart km/t | Byggeår         |
| ------------- | -------- | -------- | -------------- | --------------------------- | ------------------------------- | --------------- | ------------ | --------------- |
| Benzinmotorer |          |          |                |                             |                                 |                 |              |                 |
| 1.4 Eco       | 4        | 8        | 1390           | 51 (69) / 6000              | 105 / 4000                      | 14,3            | 170          | 1/1996 − 2/1999 |
| 1.4 e         | 4        | 8        | 1390           | 55 (75) / 6000              | 107 / 4250                      | 14,3            | 170          | 1/1997 − 2/1999 |
| 1.4 e         | 4        | 8        | 1390           | 55 (75) / 5500              | 114 / 4000                      | 13,8            | 170          | 3/1999 − 9/2000 |
| 1.4 16V       | 4        | 16       | 1390           | 70 (95) / 6000              | 127 / 3750                      | 11,8            | 184          | 3/1999 − 8/2003 |
| 1.6           | 4        | 8        | 1598           | 55 (75) / 5000              | 130 / 3400                      | 14,3            | 175          | 1/1996 − 2/1999 |
| 1.6 e         | 4        | 8        | 1598           | 66 (90) / 5000              | 137 / 4000                      | 11,5            | 184          | 1/1996 − 2/1999 |
| 1.6 16V       | 4        | 16       | 1598           | 79 (107) / 5750             | 148 / 3750                      | 9,8             | 195          | 3/1999 − 8/2003 |
| 1.8 16V       | 4        | 16       | 1783           | 85 (115) / 5750             | 158 / 3750                      | 9,5             | 197          | 1/2001 − 8/2003 |
| 2.0           | 4        | 8        | 1998           | 84 (114) / 5400             | 168 / 4250                      | 9,7             | 197          | 1/1996 − 2/1999 |
| 2.0           | 4        | 8        | 1998           | 80 (109) / 5400             | 168 / 4250                      | 9,7             | 197          | 3/1999 − 9/2000 |
| 2.0 16V       | 4        | 16       | 1998           | 108 (147) / 6000            | 185 / 4500                      | 8,7             | 210          | 1/1996 − 2/1999 |
| Dieselmotorer |          |          |                |                             |                                 |                 |              |                 |
| 1.9 d         | 4        | 8        | 1870           | 47 (64) / 4500              | 118 / 2250                      | 16,5            | 160          | 1/1996 − 2/1999 |
| 1.9 d         | 4        | 8        | 1870           | 47 (64) / 4500              | 120 / 2250                      | 17,9            | 158          | 3/1999 − 9/2000 |
| 1.9 dT        | 4        | 8        | 1870           | 66 (90) / 4250              | 176 / 2000                      | 12,3            | 180          | 1/1996 − 2/1997 |
| 1.9 dTi       | 4        | 8        | 1870           | 59 (80) / 4000              | 160 / 2000                      | 13,8            | 170          | 2/2001 − 8/2003 |
| 1.9 dTi       | 4        | 8        | 1870           | 72 (98) / 4000              | 200 / 2000                      | 12,3            | 183          | 3/1997 − 2/2001 |
| 1.9 dCi       | 4        | 8        | 1870           | 75 (102) / 4000             | 200 / 1500                      | 11,5            | 189          | 2/2001 − 8/2003 |

## Mégane Coach/Coupé
Mégane Coach (fra marts 1999 Coupé) er den tredørs version af den første Mégane og samtidig en lille sportscoupé. Bilen er teknisk set identisk med Mégane cabriolet. Navnet Coach blev kun benyttet i visse lande som f.eks. Tyskland eller Italien, i Frankrig og England hed modellen Coupé fra starten af.
Til forskel fra hatchbackudgaven kunne modellen fås med stærkere motorer og i specialudgaver. Dermed findes Mégane Coach i tre forskellige udstyrsvarianter:
- Fashion Coach (som standard udstyret med klimaanlæg og el-ruder)

• Coach Rallye Monte Carlo (med dellæderudstyr og hvide instrumentskiver)
• Trim Line (med fuldt læderudstyr, opvarmet forrude, cd-skifter og sædevarme).
Coupé kunne frem til september 2000 kun købes i udstyrsvarianterne Coupé og Coupé Sport. Udstyret omfatter sportssæder, el-ruder (bagi elektriske trækruder), ABS, kørecomputer, startspærre, læderrat, tågeforlygter og på Sport-modellen også hækspoiler, alufælge, klimaanlæg og cd-radio.
Fra oktober 2000 stod fire udstyrslinjer til rådighed:
- Expression (kun 1,4 16V)
- Dynamique
- Evidence
- Privilège

I sommeren 2002 blev produktionen af Mégane Coach/Coupé indstillet.

### Motorer
| Model         | Cylindre | Ventiler | Slagvolume cm³ | Max. effekt kW (hk) / omdr. | Max. drejningsmoment Nm / omdr. | 0-100 km/t sek. | Topfart km/t | Byggeår          | Bemærkninger                 |
| ------------- | -------- | -------- | -------------- | --------------------------- | ------------------------------- | --------------- | ------------ | ---------------- | ---------------------------- |
| Benzinmotorer |          |          |                |                             |                                 |                 |              |                  |                              |
| 1.4 16V       | 4        | 16       | 1390           | 70 (95) / 6000              | 127 / 3750                      | 11,4            | 187          | 3/1999 − 8/2002  |                              |
| 1.6 e         | 4        | 8        | 1598           | 66 (90) / 5000              | 137 / 4000                      | 11,3            | 187          | 1/1996 − 2/1999  |                              |
| 1.6 16V       | 4        | 16       | 1598           | 79 (107) / 5750             | 148 / 3750                      | 9,6             | 198          | 3/1999 − 8/2002  |                              |
| 2.0           | 4        | 8        | 1998           | 84 (114) / 5400             | 168 / 4250                      | 9,5             | 200          | 1/1996 − 2/1999  |                              |
| 2.0 16V       | 4        | 16       | 1998           | 108 (147) / 6000            | 185 / 4500                      | 8,6             | 215          | 1/1996 − 2/1999  |                              |
| 2.0 16V       | 4        | 16       | 1998           | 102 (138) / 5500            | 188 / 3750                      | 8,6             | 208          | 2/2001 − 8/2002  |                              |
| 2.0 IDE       | 4        | 16       | 1998           | 103 (140) / 5500            | 200 / 4250                      | 8,6             | 213          | 10/1999 − 2/2001 | Ikke egnet til E10-brændstof |
| Dieselmotorer |          |          |                |                             |                                 |                 |              |                  |                              |
| 1.9 dTi       | 4        | 8        | 1870           | 72 (98) / 4000              | 200 / 2000                      | 11,2            | 187          | 3/1997 − 2/2001  |                              |
| 1.9 dCi       | 4        | 8        | 1870           | 75 (102) / 4000             | 200 / 1500                      | 11,1            | 189          | 2/2001 − 8/2002  |                              |

1. ↑  Fra slutningen af 1998 80 kW (109 hk)